# 780년

## 연호
- 당(唐) 건중(建中) 원년
- 일본(日本) 호키(宝亀) 11년

## 기년
- 당(唐) 덕종(德宗) 원년
- 신라(新羅) 혜공왕(惠恭王) 16년 / 선덕왕(宣德王) 원년
- 발해(渤海) 문왕(文王) 44년

## 사건
- 신라, 김지정이 왕과 왕비를 죽이고 반란을 일으킴.
- 김양상과 김경신이 군사를 이끌고 반란을 진압. 김지정과 일당들은 참살당함.
- 내물 10대 후손 김양상이 선덕왕으로 왕의 자리에 오름.
- 김경신 일등공신이 됨.

## 탄생
- 페르시아 수학자 알 콰리즈미

## 사망
- 신라(新羅) 36대 왕 혜공왕(惠恭王)